# Friedrich Paneth
Friedrich Adolf Paneth, född 31 augusti 1887 i Wien, Österrike, död 17 september 1958, Mainz, Västtyskland, var en österrikisk-judisk och brittisk kemist, som blev professor i Berlin 1922 och arbetade huvudsakligen med de radioaktiva ämnenas kemi. Han  gav ut arbeten inom den fysikaliska kemin och tillsammans med George de Hevesy gav han 1923 ut Lehrbuch der Radioaktivität. Hans uppfattning om "kemiskt element" fungerar som den officiella definitionen som antagits av IUPAC.
Paneth flydde undan nazisterna till Storbritannien och blev 1939 naturaliserad brittisk medborgare. Efter kriget återvände han till Tyskland och blev 1953 chef för Max Planck-institutet för kemi. Han ansågs vara den största auktoriteten för sin tid på flyktiga hydrider och gav också viktiga bidrag till studien av stratosfären.
År 1913 gifte han sig med Else Hartmann och de fick en son och en dotter.

## Biografi
Paneth var son till fysiologen Joseph Paneth. Han och hans tre bröder växte upp i protestantisk tro även om båda föräldrarna var av judisk härkomst. Han utbildades vid Schottengymnasium, en berömd skola i Wien. Han studerade därefter kemi vid universitetet i Wien och efter att ha arbetat med Adolf von Baeyer vid universitetet i München fick han 1910 sin doktorsexamen med Zdenko Hans Skraup som handledare vid avdelningen för organisk kemi vid universitetet i Wien. 

## Karriär och vetenskapligt arbete
Paneth övergav den organiska kemin och började 1912 att arbeta vid Institutet för radiumforskning, Stefan Meyers radiokemigrupp i Wien. År 1913 besökte han Frederick Soddy vid University of Glasgow och Ernest Rutherford vid University of Manchester. Efter sin habilitering samma år blev han assistent till Otto Hönigschmid vid Prags universitet. Från 1919 till 1933 hade han sedan befattningar vid olika tyska universitet, som biträdande professor Hamburgs universitet från 1919, som chef för den oorganiska avdelningen vid kemiska institutionen vid Berlins universitet från 1922 och som  chef för kemiska institutionen vid Königsbergs universitet från 1929.
År 1927 publicerade Paneth och Kurt Peters sina resultat om omvandlingen av väte till helium, nu känd som kall fusion. De drog senare tillbaka resultaten och sade att de hade mätt bakgrundshelium från luften.
Under Hitlers Machtergreifung 1933 var han på föreläsningsturné i England och återvände inte till Tyskland. År 1939 blev han professor vid University of Durham där han stannade till sin pensionering 1953.
Ett samtal om att bli direktör vid Max Planck-institutet för kemi i Mainz fick honom att återvända till Tyskland. Han grundade institutionen för kosmokemi där och initierade forskning om meteoriter. Han arbetade i institutet fram till sin död 1958. Under denna period var han 1943 - 1945 också chef för kemiavdelningen för det gemensamma brittisk-kanadensiska atomenergiteamet i Montreal och etablerade efter återkomsten till Durham Londonderry Laboratory för radiokemi 1953 som han också ledde fram till sin pensionering. 

## Utmärkelser och hedersbetygelser
- Lieben-priset,  1916
- Liversidge-priset,  1936[6]
- Fellow of the Royal Society,  20 mars 1947
- Liebig-medaljen,  1957[7]

[Redigera Wikidata]
Mineralet panethit är uppkallat efter honom, liksom månkratern Paneth.